# Can Bonvilar
Can Bonvilar és una masia del municipi de Terrassa (Vallès Occidental) protegida com a bé cultural d'interès local. És situada als plans de Can Bonvilar, al nord-est de la ciutat, fora de la trama urbana, vora el torrent de Can Bonvilar, tributari del riu Sec. L'accés pel nord es fa mitjançant un trencall de la carretera C-1415a, o carretera de Castellar, vora el quilòmetre 19, prop de l'entrada a la ciutat pel barri de Sant Llorenç, pel mateix camí per on s'accedeix a la Torre de Mossèn Homs. L'accés pel sud és a través de la carretera N-150, o carretera de Montcada, on vora el quilòmetre 14,5 surt un camí cap al mas a l'altura dels antics terrenys de la Mancomunitat de Sabadell i Terrassa.
En part dels terrenys de Can Bonvilar se situa el Reial Club de Golf El Prat, que s'entén per les terres adjacents al nord, sud i oest de la masia.

## Descripció
És un edifici de planta gairebé quadrada, de planta baixa i dos pisos, coberta a quatre vessants i amb una torre lluerna central, de construcció posterior, que dona llum a l'escala central d'accés a les plantes superiors. La façana és de composició simètrica i plana, amb obertures d'esquema vertical, de dimensions decreixents segons la planta, i acabada amb el ràfec a la coberta. Els balcons són de ferro de forja a totes dues plantes. La façana presenta estucat de color vermellós fosc i s'hi entreveuen les restes d'un rellotge de sol.

## Història
Hi ha notícies del 1400 que citen l'antic mas, que es bastí dins de l'actual edifici del segle xviii.
El 1987 hi van començar a localitzar restes d'època romana. En una prospecció arqueològica duta a terme l'abril de 1991, hi van aparèixer restes d'època romana, amb una important concentració de materials de construcció (tègula, ímbrex, fragments de picadís i pedres amb restes de morter), així com estructures indeterminades de pedra i unes possibles sitges.